# Liste der Monuments historiques in Montplonne
Die Liste der Monuments historiques in Montplonne führt die Monuments historiques in der französischen Gemeinde Montplonne auf.

## Liste der Immobilien
| Bezeichnung                | Beschreibung          | Standort                    | Kennzeichnung | Schutzstatus | Datum | Bild |
| -------------------------- | --------------------- | --------------------------- | ------------- | ------------ | ----- | ---- |
| Menhir im Champ l’Alouette | aus der Jungsteinzeit | westlich des Ortes (Lage)   | PA55000026    | Inscrit      | 2000  |      |
| Dolmen du Ruissard         | aus der Jungsteinzeit | südöstlich des Ortes (Lage) | PA55000024    | Inscrit      | 2000  |      |
| Menhir Le Corrois          | aus der Jungsteinzeit | westlich des Ortes (Lage)   | PA55000025    | Inscrit      | 2000  |      |

## Liste der Objekte
| Bezeichnung                                        | Beschreibung                           | Standort                                           | Kennzeichnung | Schutzstatus | Datum | Bild |
| -------------------------------------------------- | -------------------------------------- | -------------------------------------------------- | ------------- | ------------ | ----- | ---- |
| Sieben Reliefs La Voie douleureuse                 | Ensemble aus PM55001185 bis PM55001191 | Rue du Four, rue du Chanoine Maxime Souplet (Lage) | PM55001184    | Classé       | 1997  |      |
| Relief Un Glaive                                   | Stein, 1946 von Henri Bouchard         | 45 rue du Four (Lage)                              | PM55001185    | Classé       | 1997  |      |
| Relief La Fuite en Égypt                           | Stein, 1946 von Henri Bouchard         | 21 rue du Four (Lage)                              | PM55001186    | Classé       | 1997  |      |
| Relief Jésus perdu à Jérusalem                     | Stein, 1946 von Henri Bouchard         | 7 rue du Four (Lage)                               | PM55001187    | Classé       | 1997  |      |
| Relief Portant sa croix, il ira vers son calvaire  | Stein, 1946 von Henri Bouchard         | 8 rue du Chanoine Maxime Souplet (Lage)            | PM55001188    | Classé       | 1997  |      |
| Relief Près de la croix de Jésus se tenait sa mère | Stein, 1946 von Henri Bouchard         | 26 rue du Chanoine Maxime Souplet (Lage)           | PM55001189    | Classé       | 1997  |      |
| Relief Il l’enveloppa dans le linceul              | Stein, 1946 von Henri Bouchard         | 38 rue du Chanoine Maxime Souplet (Lage)           | PM55001190    | Classé       | 1997  |      |
| Relief Mise au tombeau                             | Stein, 1946 von Henri Bouchard         | 48 rue du Chanoine Maxime Souplet (Lage)           | PM55001191    | Classé       | 1997  |      |